# Harmothoe fullo
Harmothoe fullo är en ringmaskart som först beskrevs av Grube 1878.  Harmothoe fullo ingår i släktet Harmothoe och familjen Polynoidae. Inga underarter finns listade i Catalogue of Life.